# Ken'ichirō Takaki
Ken'ichirō Takaki (高木 謙一郎?, Takaki Ken'ichirō; Prefettura di Okayama, 5 novembre 1976) è un autore di videogiochi giapponese, noto come ideatore e produttore della serie Senran Kagura.

## Lavori
- Red Ninja: End of Honor (2005)
- To Love-Ru (2008)
- Half-Minute Hero (2009)
- Sakura Note (2009)
- Half-Minute Hero: The Second Coming (2011)
- Senran Kagura Burst (2012)
- Senran Kagura: Shinovi Versus (2013)
- Senran Kagura 2: Deep Crimson (2014)
- Senran Kagura: Bon Appétit! (2014)
- Senran Kagura: Estival Versus (2015)
- Valkyrie Drive: Bhikkhuni (2015)
- IA/VT Colorful (2015)
- Uppers (2016)
- Senran Kagura: Peach Beach Splash (2017)
- Senran Kagura Reflexions (2017)
- Senran Kagura Burst Re:Newal (2018)
- Senran Kagura: Peach Ball (2018)